# غياب الغدة الكظرية
غياب الغدة الكظرية هو حالة نادرة حيث تكون الغدة الكظرية غائبة عند الولادة. يجب أن يتم التفريق بينها وبين قصور الكظر وفرط تنسج الكظرية الخلقي، حيث تكون الغدة موجودة ولكن لا تؤدي بالشكل الكافي.
نظرًا لغياب قشرة الكظرية، يسبب المرض أعراض شديدة لقصور الكظر عند الولادة نتيجة المستوى المنخفض للغاية لهرموني الألدوستيرون والكورتيزول. قد يكون لب الغدة الكظرية حاضرا بشكل طبيعي، أو سيئ التشكيل، أو غائبًا، على أي حال، فإن تأثير نقص الكاتيكولامين في الدم يكون بسيط بشكل عام (نظرًا للتعويض الذي يقوم به الجهاز العصبي الودي)، فيما عدا حلقات من نقص سكر الدم.

## الوراثة
يلعب جين SF-1 دورًا في تطور الغدة الكظرية. قد يكون لتعدد أشكال الجين الواحد الذي يشمل جين SF-1 دورًا في عدم تكون الغدة الكظرية. تم التعرف كذلك على عوامل أخرى متنوعة.

## التشخيص
تشخيص الحالة قبل الولادة أمر صعب للغاية، وقد يتسبب المرض في ولادة الطفل ميتًا. 
يتم تشخيص أغلب الحالات بعد الوفاة عن طريق تشريح الجثة.

## العلاج
نظرا لأن أغلب الحالات لا يتم تشخيصها إلا بعد الوفاة، فإن الحالة تمر عادة دون علاج. إذا ولد الطفل على قيد الحياة، وهو أمر نادر الحدوث، يتم علاجه عن طريق العلاج باستخدام الهرمونات البديلة، وعلاج المضاعفات التي قد يولد بها، مع البحث عن أي عيوب خلقية أخرى. 

## روابط خارجية
- absent adrenal gland [MP:0005313] on Mammalian Phenotype Browser